# Benno Ohnesorg
Benno Ohnesorg (/ˈbɛnoː ˈoːʰnəzɔɐk/), né le 15 octobre 1940 à Hanovre et décédé le 2 juin 1967 à Berlin-Ouest, est un étudiant allemand, tué par le policier ouest-allemand Karl-Heinz Kurras d'une balle de pistolet dans la tête lors d'une manifestation contre la visite officielle du Chah Mohammad Reza Pahlavi. Sa mort violente peut être considérée comme un des déclencheurs des mouvements sociaux de 1968 en Allemagne.

## Biographie
Benno Ohnesorg a grandi au sein d'une famille de trois fils, sa mère est décédée lorsqu'il avait neuf ans. Il fait d'abord un apprentissage d'étalagiste et puis des études au collège de Brunswick (Braunschweig-Kolleg) pour passer le baccalauréat. Il manifestait un grand intérêt pour la littérature, la peinture, la musique et le théâtre ; il se lia d'amitié au jeune écrivain Uwe Timm et publia ses premiers poèmes. 
En 1964, Ohnesorg a commencé à étudier la romanistique et la germanistique à l'université libre de Berlin. En tant qu'étudiant qui porte un grand intérêt à la politique, il s'est particulièrement distingué comme un pacifiste et chrétien de confession protestante. Comme tant d'autres étudiants en ce temps, il s'est intéressé à l'injustice dans les pays du « tiers monde » et notamment à la situation régnant dans l'État impérial d'Iran après les émeutes de juin 1963. Le 27 avril 1967, cinq semaines avant sa mort, Benno Ohnesorg épousait sa compagne enceinte à Berlin-Wilmersdorf. 

### Le 2 juin
Le 2 juin 1967, il entend dans une émission de radio RIAS parler de  débordements violents et de confrontations avec les claqueurs du Chah Mohammad Reza Pahlavi sur la place de la mairie de Schöneberg, à cette époque l'hôtel de ville de Berlin-Ouest. Le soir, Ohnesorg et sa femme  participent à une manifestation contre la visite officielle. Quelque 2 000 personnes se retrouvent dans la rue en face du bâtiment de l'Opéra allemand (Deutsche Oper) à Berlin-Charlottenbourg. 
Après que le chah d'Iran et son épouse arrivent, les forces de police déployées commencent à utiliser la force contre les manifestants. Un groupe de policiers en civil intercepte et poursuit plusieurs personnes dans une rue secondaire. Vers 20 h 30, à l'arrière d'une maison de la rue, le coup est tiré à très courte distance (environ 1,50 m) par le policier Karl-Heinz Kurras. Benno Ohnesorg meurt dans l'ambulance qui le transporte à l'hôpital. Sur le certificat de décès, on indique qu'une « fracture de la base du crâne » est à l'origine de sa mort. Le 8 juin, le corps est transféré à Hanovre, avec une grande participation, et est enterré le lendemain.
Kurras déclare avoir brandi son arme de service en état de légitime défense parce qu'il s'était senti menacé par des manifestants et plaide pour sa défense que le coup était parti accidentellement. Inculpé d'homicide involontaire, il est finalement relaxé et maintenu dans la police ouest-berlinoise jusqu'à sa retraite en 1987.

### La mort et ses conséquences
Cet événement, qui soulève une émotion considérable dans le mouvement étudiant allemand, joue un rôle-clé dans la radicalisation de toute l'extrême-gauche européenne à la fin des années 1960 et, plus tard, dans l'émergence du terrorisme de la Rote Armee Fraktion. Une photo de presse d'Ohnesorg mourant est devenue une icône des manifestations étudiantes. Le 26 septembre 1967, Heinrich Albertz (SPD) démissionne de sa charge de bourgmestre-gouverneur de Berlin. 
La RDA exploite alors la mort d’Ohnesorg à des fins de propagande. Lorsque son corps est transféré de Berlin-Ouest à Hanovre, les Jeunesses communistes sont présentes au garde-à-vous.
Des découvertes effectuées dans les archives de la Stasi est-allemande et publiées le 21 mai 2009 fournissent la preuve que Karl-Heinz Kurras était également un espion travaillant depuis 1955 pour la Stasi, le service secret de la RDA, et qu'il aurait transmis une masse d'informations précieuses à Berlin-Est. Cependant, rien dans ces archives ne paraît établir que le meurtre d'un étudiant ait eu un quelconque rapport avec son travail pour la Stasi,. 
En 2012, le magazine Der Spiegel dévoile une série d’éléments confondants pour la police ouest-allemande. Ainsi, le supérieur de Kurras, qui prétendait ne pas avoir été présent, apparaît sur une photographie à proximité du corps d'Ohnesorg. Par ailleurs, le médecin légiste aurait reçu l'ordre d’indiquer comme cause de décès « traumatisme contondant » pour camoufler les causes réelles de la mort de Benno Ohnesorg.